# Zmenšený kvintakord
Zmenšený kvintakord je alterovaný kvintakord charakteristický zmenšenou kvintou. Je používán jako průchodný akord - ve skladbách obvykle neplní žádnou ze základních harmonických funkcí.
Jedná se o trojzvuk, který sestává ze základního tónu, malé tercie a zmenšené kvinty, nebo také dvou malých tercií nad sebou. Značí se obvykle velkým písmenem označujícím základní tón doplněným o příponu mi nebo m (vyznačující malou tercii a tedy mollový charakter akordu) a o horní index 5- (vyznačující alterovanou - zmenšenou kvintu):
- {\displaystyle Ami^{5-}\,\!}
- {\displaystyle Am^{5-}\,\!}

## Složení zmenšeného kvintakordu
| Značka akordu                     | Základní tón | Malá tercie | Zmenšená kvinta |
| --------------------------------- | ------------ | ----------- | --------------- |
| {\displaystyle Ami^{5-}\,\!}      | a            | c           | es              |
| {\displaystyle Emi^{5-}\,\!}      | e            | g           | b               |
| {\displaystyle Hmi^{5-}\,\!}      | h            | d           | f               |
| {\displaystyle F^{\#}mi^{5-}\,\!} | fis          | a           | c               |
| {\displaystyle C^{\#}mi^{5-}\,\!} | cis          | e           | g               |
| {\displaystyle A^{b}mi^{5-}\,\!}  | as           | ces (=h)    | eses (=d)       |
| {\displaystyle E^{b}mi^{5-}\,\!}  | es           | ges         | heses (=a)      |
| {\displaystyle B^{b}mi^{5-}\,\!}  | b            | des         | fes (=e)        |
| {\displaystyle Fmi^{5-}\,\!}      | f            | as          | ces (=h)        |
| {\displaystyle Cmi^{5-}\,\!}      | c            | es          | ges             |
| {\displaystyle Gmi^{5-}\,\!}      | g            | b           | des             |
| {\displaystyle Dmi^{5-}\,\!}      | d            | f           | as              |

## Obraty
Jako trojzvuk má zmenšený kvintakord dva obraty:
- první obrat - sextakord složený z malé tercie a velké sexty, například c - es - a pro akord {\displaystyle Ami^{5-}\,\!}
- druhý obrat - alterovaný kvartsextakord složený ze zvětšené kvarty a velké sexty, například es - a - c pro akord {\displaystyle Ami^{5-}\,\!}

V praxi nejsou obraty příliš důležité - častěji než zmenšený kvintakord je používáno jeho rozšíření do zmenšeného septakordu, který je symetrický a o obratech tedy u něj nemá smysl mluvit.

## Harmonická funkce
Jak již bylo napsáno v úvodu, nezastává v durových ani mollových skladbách tento akord žádnou důležitou harmonickou funkci (i když se jedná o základní akord pro církevní lokrický mód).
V blues a jazzu je oblíbené jeho použití jako „průchodu“, jak ukazuje následující příklad (použití zmenšeného septakordu je ale častější):

### Příklad použití
V úvodních dvou taktech dvanáctitaktového blues v C dur harmonizovaných tónikou a subdominantou
- {\displaystyle C-F\,\!}

lze zvýšit napětí vložením zmenšeného kvintakordu na první dvě doby druhého taktu:
- {\displaystyle C-F^{\#}mi^{5-}F\,\!}

Rozepišme pro přehlednost použité akordy:
- {\displaystyle C=c,e,g\,\!}
- {\displaystyle F^{\#}mi^{5-}=fis,a,c\,\!}
- {\displaystyle F=f,a,c\,\!}

Použitý zmenšený kvintakord se ve dvou tónech shoduje s cílovou subdominantou, ale obsahuje místo f základní tón fis, takže v tomto harmonickém postupu je slyšet chromatická sekvence g - fis - f, která zní „jazzověji“ než přímý přechod.